# ليونيداس دا سيلفا (سباح)
ليونيداس دا سيلفا (بالبرتغالية: Leônidas da Silva‏) (5 أبريل 1914 – 24 يناير 2004) هو سبّاح برازيلي راحل، مثّل بلاده في الألعاب الأولمبية الصيفية 1936.

## روابط خارجية
ليونيداس دا سيلفا على موقع الاتحاد الدولي للسباحة (الإنجليزية)
- ليونيداس دا سيلفا على موقع أوليمبيديا (الإنجليزية)